# Túnel Brooklyn-Battery
El túnel Brooklyn-Battery, oficialmente túnel Hugh L. Carey (comúnmente conocido como el túnel Battery), conecta el barrio de Red Hook en Brooklyn con el Battery Park en Manhattan (Nueva York). El túnel de peaje consiste en dos tubos gemelos, cada uno con dos carriles para el tráfico rodado por debajo del río Este. Aunque pasa junto a la orilla de Governors Island, no provee acceso de vehículos a la isla. Con una longitud de 2779 metros, es el túnel continuo bajo el agua más largo de Norteamérica.
La idea de construir el túnel data de los años 1920. Los primeros planes oficiales fueron presentados en 1930, pero no se llevaron adelante. La Autoridad de Túneles de la Ciudad de Nueva York, creada en 1936, fue la encargada de su construcción. Tras una serie de intentos fallidos para obtener fondos federales, el Comisionado de Parques de la Ciudad de Nueva York, Robert Moses, propuso sustituirlo por un puente. Sin embargo, el público se opuso al plan del puente y el Cuerpo de Ingenieros del Ejército de los Estados Unidos rechazó el plan muchas veces por la preocupación de que ese puente impediría el acceso al Brooklyn Navy Yard. Esto obligó a las autoridades de la ciudad a reconsiderar la construcción del túnel, que se inició el 28 de octubre de 1940. Sin embargo, su finalización se demoró debido a la Segunda Guerra Mundial y a la escasez de materiales que ocasionó. Finalmente, el túnel se abrió de forma oficial al tráfico el 25 de mayo de 1950.
El túnel Brooklyn–Battery es parte del Sistema Interestatal de Autopistas, siendo en su integridad la autopista no señalizada Interestatal 478 (I-478) desde 1971. El túnel originalmente fue la Ruta Estatal de Nueva York 27A (NY 27A). En el 2012, el túnel fue oficialmente renombrado en honor del antiguo gobernador del estado de Nueva York Hugh Carey. Es operado por la MTA Bridges and Tunnels como uno de los nueve pasos de peaje que administra.

## Descripción
El Túnel Brooklyn–Battery consiste de dos tubos lineales, uno en cada sentido, que pasan por debajo del río Este conectando Battery Park en el extremo sur de Manhattan con el barrio de Red Hook en Brooklyn. Aunque los tubos no pasan directamente debajo de Governors Island, esa isla contiene un edificio de ventilación del túnel . Vehículos de más de 3,68 metros de largo y 2,59 metros de ancho tienen prohibido usar el túnel. Los tubos se extienden 2779 metros (9117,5 pies) entre sus bocas, convirtiéndolos en los túneles continuos bajo el agua más largos en Norteamérica. En el momento de su inauguración, era el túnel bajo el agua para tráfico rodado más largo en los Estados Unidos y el segundo más largo en el mundo detrás del túnel Queensway debajo del río Mersey en el Reino Unido.
El túnel fue inicialmente encargado por la Autoridad de Túneles de la ciudad de Nueva York, cuyo ingeniero en jefe Ole Singstad creó los diseños originales. Mientras se gestaba la construcción, la Autoridad de Túneles se fusionó con la Triborough Bridge and Tunnel Authority (TBTA), cuyo ingeniero en jefe Ralph Smillie tomó el control del proceso de diseño.
El término "Battery" en el nombre del túnel hace referencia a una batería de artillería ubicada originalmente en ese sitio durante los primeros días de la ciudad. El túnel fue oficialmente rebautizado en honor del antiguo gobernador Hugh L. Carey en el año 2012, toda vez que él había vivido en Brooklyn.
El túnel Brooklyn–Battery es propiedad de y administrado por la sucesora de la TBTA, la MTA Bridges and Tunnels, una agencia afiliada a la Autoridad Metropolitana del Transporte (MTA por sus siglas en inglés). Hasta el 2017, la agencia cobraba peajes en unas casetas ubicadas en lado de Brooklyn. Las casetas de peaje han sido demolidas y reemplazadas por pórticos electrónicos en el lado de Manhattan. Hacia el 2016, el túnel era utilizado por un promedio de 54.076 vehículos diarios.

### Estructuras asociadas
El túnel Brooklyn–Battery tiene un total de cuatro edificios de ventilación: dos en Manhattan, uno en Brooklyn, y uno en Governors Island. Uno de los edificios de ventilación en Manhattan tiene una fachada de granito y fue diseñado con un aspecto monumental, debido a objeciones a su diseño durante el proceso de construcción. La estructura de ventilación de Manhattan aparece como el cuartel general de los hombres de negro en las películas de la franquicia Hombres de Negro.
La estructura de ventilación de Governors Island, diseñada por McKim, Mead & White, es un edificio octogonal ubicado sobre el punto medio de la ruta del túnel, en su punto más profundo. De acuerdo con la MTA, los edificios de ventilación pueden renovar el aire de todo el túnel cada 90 segundos. Durante la construcción, los ingenieros del túnel afirmaron que el sistema de ventilación era tan eficiente que las torres de ventilación podían impulsar 25.000 toneladas de aire limpio dentro del túnel cada hora. El sistema consiste en 53 ventiladores cada uno de un diámetro de 2,4 metros.
En el extremo de Manhattan, una playa de estacionamiento de 2126 plazas se ubica sobre la boca del túnel hacia la West Side Highway. Cuando la playa de estacionamiento se abrió en 1950, tenía una capacidad de 1050 plazas en siete niveles que fueron construidos a un costo de 3,5 millones de dólares. Esa estructura fue ampliada entre 1965 y 1968 debido a su popularidad entre los conductores. La playa de estacionamiento fue la primera de propiedad estatal en la ciudad.

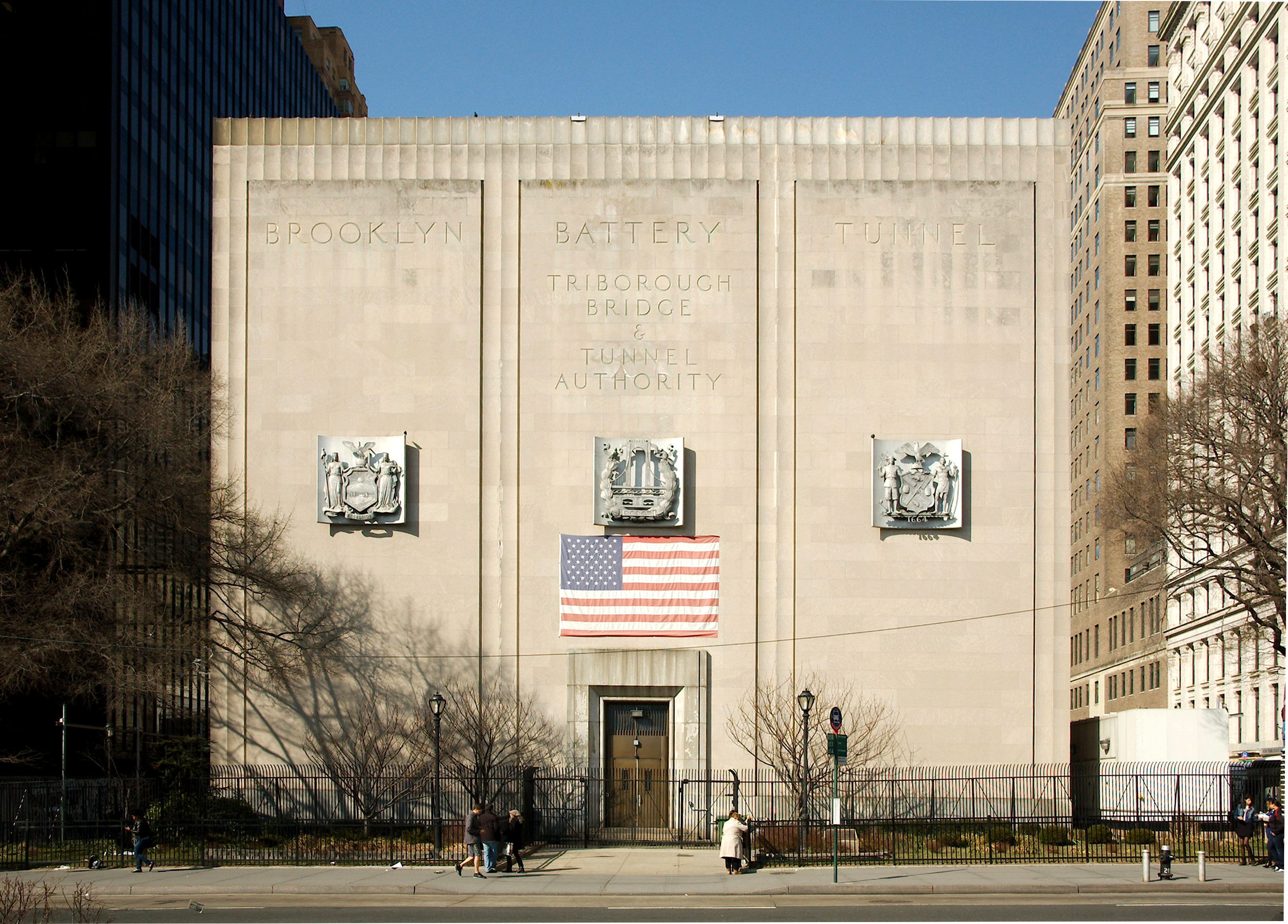
La fachada de granito del monumental edificio de ventilación en el extremo de Manhattan

### Transporte
El túnel acoge 28 rutas de buses expresos que conectan Manhattan con Brooklyn o Staten Island. La MTA Bus Company opera los buses BM1, BM2, BM3, y BM4 entre Manhattan t Brooklyn. MTA New York City Transit opera las rutas SIM1, SIM1C, SIM2, SIM3, SIM3C, SIM4, SIM4C, SIM4X, SIM5, SIM6, SIM7, SIM9, SIM10, SIM15, SIM31, SIM32, SIM33, SIM33C, SIM34, y SIM35]] entre Manhattan y Staten Island, y las X27, X28, X37, y X38 entre Manhattan y Brooklyn.

## Historia

### Planeamiento
La existencia de un túnel vehicular debajo del río Este entre Manhattan y Brooklyn fue propuesta por la Cámara de Comercio y Transporte de Nueva York en 1925 como respuesta a la creciente congestión en el tráfico de camiones en el bajo Manhattan. El túnel podría haber estado ubicado entre los puentes de Manhattan y de Brooklyn. Un túnel que específicamente conecte Battery Park en Manhattan con Red Hook en Brooklyn, pasando por debajo del río Este y Governors Island, al sur tanto del puente de Manhattan como del de Brooklyn, fue propuesto en primer lugar por el presidente del Borough de Brooklyn J. J. Byrne en 1926. Sin embargo, este plan inicialmente no recibió apoyo. Albert Goldman, el Comisionado de Fábricas y Estructuras, trajo nuevamente el plan en enero de 1929. En febrero de 1930, la ciudad hizo públicos los planes de un túnel de seis carriles desde West Street, Manhattan, hasta Hamilton Avenue, Brooklyn. En ese tiempo, el servicio de ferries entre ambos puntos era lento y poco confiable. Los especuladores inmobiliarios creyeron que los precios de los terrenos a lo largo de Hamilton Avenue aumentarían como resultado de la construcción del túnel y que los embarques de carga serían enviados a Manhattan mucho más rápido. La propuesta del túnel también comprendío el ensanche de Hamilton Avenue a 61 metros y la construcción de un gran puente sobre el Gowanus Canal, al sur de la entrada del túnel propuesto.
En mayo de 1930, la Terminal Bridge Corporation solicitó a la Junta de Estimación de la Ciudad de Nueva York autorización para construir y operar un túnel debajo del río Este. En noviembre de ese mismo año, la Junta de Estimación envió el plano del túnel Brooklyn-Manhattan a la Junta de Transporte de la Ciudad de Nueva York, que tenía la tarea de supervisar el emplazamiento del túnel. En ese momento, el túnel habría costado 75 millones de dólares, incluyendo el costo de adquisición del terreno, si se construyesen dos túneles de 3 carriles cada uno. El túnel mismo habría costado 58 millones si era de tres carriles o 50 millones si era de solo dos carriles. El siguiente año, la Junta de Transporte anunció que la construcción del túnel propuesto se había estimado en 60 millones de dólares, asumiendo que los túneles tendrían un diámetro de 9,4 metros con calzadas de 6,4 metros y un espacio libre de 4,1 metros. En octubre de 1933, la Junta de Estimación aprobó la financiación del túnel en el presupuesto de la ciudad para 1934. Dos meses después, la Junta de Estimación aprobó el túnel Brooklyn-Manhattan junto con un túnel Staten Island-Brooklyn debajo de the Narrows. La ciudad quiso solicitar 50 millones de fondos federales, pero este requerimiento se eliminó del voto final.
El alcalde Fiorello H. La Guardia estableció una autoridad de obras públicas en febrero de 1935 para que la ciudad pudiera solicitar préstamos federales de la Public Works Administration (PWA). Esta autoridad fue encargada de recabar 60 millones de dólares en fondos para el túnel Brooklyn-Manhattan. Ese mismo mes, oficiales de la ciudad contrataron trabajadores temporales para analizar posibles localizaciones del túnel propuesto, de tal manera que se pudiera redactar un informe para remitir la solicitud a la PWA . Grupos civiles y políticos de Brooklyn solicitaron a la ciudad que se iniciara la construcción inmediatamente, de tal manera que la congestión del tráfico pudiera reducirse cuanto antes. Sin embargo, el Presidente Franklin D. Roosevelt había estipulado que la financiación de la PWA solo sería otorgada a proyectos que pudiesen ser finalizados en un año desde que fueran entregados los fondos. Toda vez que el proyecto del túnel Brooklyn-Manhattan requeriría más tiempo, este y otros proyectos de autopistas en la ciudad de Nueva York fueron declarados inelegibles para recibir esa financiación.
En enero de 1936, La Legislatura Estatal de Nueva York creó la Autoridad de Túneles de la Ciudad para supervisar la construcción de un túnel entre Midtown Manhattan y Queens. La ley también otorgó a la autoridad el poder de construir el túnel Brooklyn-Manhattan si conseguía financiarlo. En aquel momento, los costos de la construcción del túnel Brooklyn-Manhattan se estimó en 58 millones de dólares. Los planos detallados del ´túnel se concluyeron en mayo de 1936. El proyecto consistía en un túnel de tubos gemelos con un coste total de 60,3 millones que salía de Red Hook, Brooklyn, hacia Battery, Manhattan, así como un puente de 2,3 millones sobre el Gowanus Canal. La ciudad aprobó los planos en enero de 1936. Un grupo civil quería planificar futuros incrementos del volumen de tráfico, así que pidió a la ciudad que llevase adelante nuevos estudios del proyecto del túnel Brooklyn-Manhattan. El túnel fue oficialmente rebautizado como "túnel Brooklyn–Battery" en julio de 1936. En noviembre de ese año, el presidente del Borough de Brooklyn Raymond Ingersoll y el comisionado del Departamento de Parques y Recreación Robert Moses revelaron un plan para conectar el túnel Brooklyn–Battery al sistema estatal de parques de Long Island a través de dos nuevos parques (Gowanus Parkway y Belt Parkway). El túnel planificao también fue parte del sistema de parques propuesto por la Regional Plan Association' para crecer alrededor de la ciudad de Nueva York. El siguiente mes, la Autoridad de Túneles de la Ciudad de Nueva York convocó a la presentación de propuestas para realizar perforaciones de prueba para el túnel.
Copias de los planos del túnel fueron enviadas a la administración del alcalde La Guardia en febrero de 1937. Dos túneles, uno en cada dirección conectarían la West Side Highway y la East River Drive en el lado de Manhattan con la Hamilton Avenue en el lado de Brooklyn. En el futuro, la West Side Elevated Highway sería extendida desde el norte, conectándose con el nuevo túnel. Habría una torre de ventilación en el punto medio a la altura de Governors Island porque los túneles tendrían 2700 metros entre sus bocas, y se pensó que las torres de ventilación en cada extremo no alcanzarían a evacuar suficiente aire. Los túneles serían diseñados para llevar un máximo de 15 millones de vehículos por año, pero se proyectó que solo 9 millones usarían los túneles durante su primer año de operación, y que los túneles no alcanzarían su capacidad máxima hasta transcurridos unos 16 años. El costo del proyecto se incrementó hasta los 70 millones y La Guardia solicitó una entrega federal de 30 millones para que la construcción se iniciara rápidamente. Un peaje de 25 centavos por conductor, a recogerse en el extremo de Brooklyn, ayudaría a financiar el resto del túnel y lo haría rentable. El túnel también reduciría a la mitad el tiempo de viaje entre Brooklyn y el bajo Manhattan, ya que en ese momento no había ninguna ruta directa para el tráfico entre esas dos áreas. Se esperaba, a su vez, que esto ayudaría a agilizar las entregas de carga entre estas áreas, reviviendo en consecuencia la industria de carga de Brooklyn que llevaba un tiempo declinando. La ruta entre Hamilton Avenue y la West Side Highway fue determinada como la ruta más económica que podía ser construida.
Aunque se dispuso que las perforaciones preliminares se iniciaran en febrero de 1927, oficiales del Cuerpo de Ingenieros del Ejército de los Estados Unidos (USACE) en Governors Island se opusieron a la colocación de una galería de ventilación en la isla. La autoridad del túnel firmó los contratos para las perforaciones en abril de 1938. El Ejército de los Estados Unidos, que llevó una audiencia pública para recibir opiniones sobre la propuesta del túnel, dio su permiso en septiembre de 1938.
La autoridad del túnel sugirió que la financiación federal podría ser usada para pagar por el túnel y que también se podría recurrir a fondos privados si fuera necesario. En junio de 1938, la ciudad solicitó una entrega de 70,9 millones del PWA para la construcción del Brooklyn–Battery Tunnel. El mes siguiente, La Guardia se reunió con el presidente de la PWA Harold L. Ickes y con el presidente de la Reconstruction Finance Corporation (RFC) Jesse H. Jones, para convencerlos de ayudar a financiar el túnel debido a que el proyecto ahora podría completarse en un año. El gobierno de la ciudad entonces publicó un nuevo plan financiero en septiembre de 1938, donde el costo del túnel se aumentaría hasta los 77,3 millones. La ciudad podría reducir su solicitud a la PWA a 19,82 millones y recolectar la diferencia mediante la colocación de bonos y podría también solicitar 45 millones de la RFC. El Presidente del Borough de Manhattan Stanley M. Isaacs objetó el plan del túnel debido a que creyó que la propuesta no sería capaz de agilizar adecuadamente el tráfico en el lado de Manhattan. En respuesta, el Comisionado de Parques Moses pidió a Isaacs que propusiera una idea mejor para mejorar el tráfico en la ciudad. Posteriormente, Ickes rechazó la solicitud de la ciudad de financiación por parte de la PWA, señalando que existían "enormes obstáculos financieros y prácticos" para cualquier participación por parte de la PWA. Estos impedimentos incluían la falta de dinero, debido a que si bien la PWA había dado a la ciudad un monto para la expropiación del Belt Parkway, el dinero ya había sido utilizado. Finalmente, debido a la negativa de la PWA, el proyecto fue suspendido de forma temporal.

### Propuesta de un puente

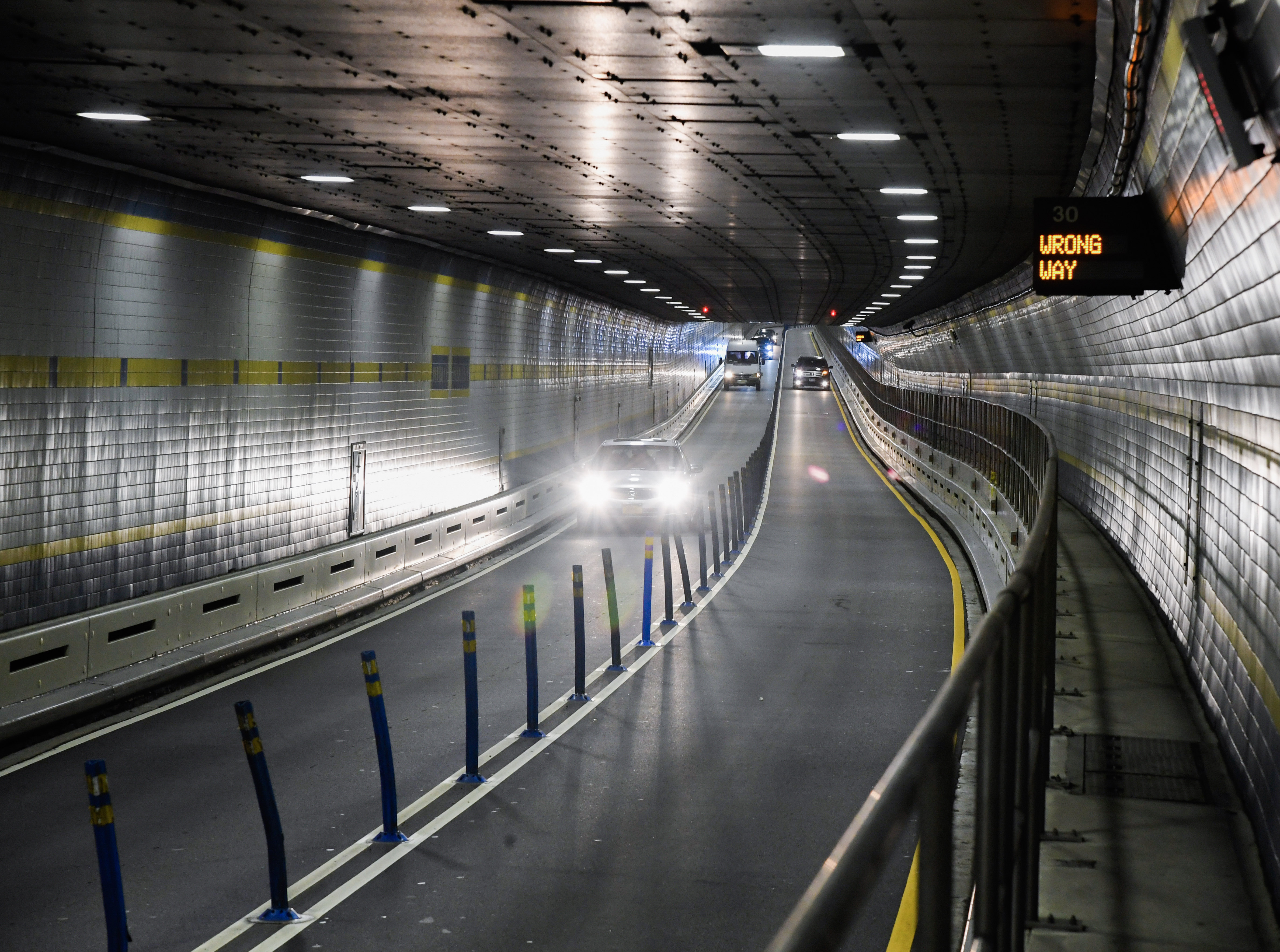
Una vista del túnel

En enero de 1939, tras el fracaso en el intento de lograr financiamiento federal para los túneles, Moses (ahora presidente de la Triborough Bridge Authority) propuso la construcción de un puente en Brooklyn-Battery. Señaló que la construcción de un puente sería más barata, rápida y eficiente que la construcción de un túnel. El puente consistiría en una estructura en suspensión de seis carriles que sería construida en 27 meses, comparados con los 46 requeridos para un túnel. Uno de los otros beneficios, en opinión de Moses, era que el puente de 41 millones de dólares no requeriría dinero federal. Isaacs señaló que un puente podría causar tanta congestión como un túnel por lo que no apoyó el plan. La autoridad del túnel también se opuso al puente Brooklyn-Battery debido a que un puente disminuiría el valor de las propiedades. En respuesta, Moses predijo que el túnel Queens-Midtown de esta autoridad no sería rentable, y que la autoridad del túnel debería organizar sus asuntos antes de decidirse a construir un nuevo túnel.
Moses fue capaz de ganar apoyos para el puente de influyentes políticos de la ciudad y del estado, incluyendo cuatro de los cinco presidentes de boroughs, el alcalde La Guardia, y el senador federal Robert F. Wagner. A inicios de marzo de 1939, la Comisión de Planeamiento de la Ciudad de Nueva York apoyó los planes para el puente en Battery, y se sometió  a votación en la legislatura estatal una ley para autorizar el puente. La ley fue propuesta para votarse en el Consejo de la Ciudad, pero fue bloqueada debido a preocupaciones sobre la conexión del puente con la East River Drive que no sería capaz de sostener los futuros volúmenes de tráfico previstos. El American Institute of Architects pidió que la ciudad reconsiderara el puente, ya que podría obstruir la vista del skyline de Manhattan, reducir el Battery Park a un tamaño minúsculo y destruir lo que era entonces el New York Aquarium en Castle Clinton. Se produjo una significativa oposición del público y entonces el Comité del Consejo de la Ciudad en la Legislatura Estatal no aprobó el plan. En respuesta, Moses cambió los planes del puente para incluir trabajo de paisajismo en el Battery Park. La Guardia creía que si este plan revisado era aprobado, Ickes podría finalmente permitir la financiación del proyecto del puente por parte del PWA. El 28 de marzo, el Consejo de la Ciudad votó para aprobar el proyecto, con 19 miembros a favor y 6 en contra. Dos días después, ambas cámaras de la Legislatura Estatal aprobaron leyes que permitían la construcción del puente de Brooklyn-Battery, y el gobernador Herbert H. Lehman firmó las leyes esa misma semana.
Moses rápidamente buscó obtener la aprobación requerida del Departamento de Guerra de los Estados Unidos. También empezó a buscar financiación tanto de la PWA como de la RFC para que el puente pudiera ser terminado en julio de 1941. Como parte del proceso de aprobación, el Ejército de los Estados Unidos organizó una audiencia pública para solicitar opiniones sobre el plan del puente. Diecisiete grupos cívicos formaron un comité para reforzar su oposición al puente, y la Sociedad Municipal de Arte criticó la propuesta como un acto de "vandalismo" hacia los parques públicos de la ciudad. Las asociaciones contrarias al proyecto señalaban que el puente bloquearía el tráfico naval, una observación que La Guardia y Moses refutaron.
El Departamento de Guerra finalmente declinó apoyar el proyecto. En mayo de 1939, Robert Woodring, el Secretario de Guerra de los Estados Unidos, bloqueó la construcción del puente debido a preocupaciones respecto a la posibilidad de ser un obstáculo naval durante una guerra, toda vez que el Brooklyn Navy Yard estaba ubicado al otro lado del puente propuesto. En respuesta, Moses envió un plano revisado y pidió al Departamento de Guerra que reconsiderase su decisión. Moses y los políticos de Brooklyn declararon que no aceptarían nada que no implicara el apoyo total al segundo plan. Sin embargo, en julio, el Departamento de Guerra también rechazó el segundo plan ya que también podría convertirse en un peligro en tiempo de guerra. Los defensores del proyecto del puente llamaron a ese rechazo un "retroceso para los negocios". También señalaron que la decisión era hipócrita dado que muchos otros puentes (incluyendo el de Brooklyn y el de Manhattan, que se encontraban entre el puente propuesto y el astillero) podrían también constituir peligros en tiempo de guerra siguiendo el razonamiento del Ejército.
Moses continuó apoyando el puente, señalando que era menos intrusivo y más económico que un túnel, a pesar de la gran oposición a esa idea. En octubre, en un último esfuerzo con el fin de lograr la aceptación oficial para el plan del puente, Moses y La Guardia apelaron directamente al presidente Roosevelt para formar un comité independiente que estudiara la propuesta. Moses revisó nuevamente el plan, añadiendo una rampa hacia Governors Island de tal manera que las fuerzas del Ejército también pudieran utilizar el puente, en una forma similar a la conexión del Puente de la Bahía de San Francisco–Oakland hacia la reserva militar en la isla de Yerba Buena en California. Sin embargo, Roosevelt sostuvo la decisión del Departamento de Guerra y rechazó crear ese comité.

### Finalización de los planes para el túnel

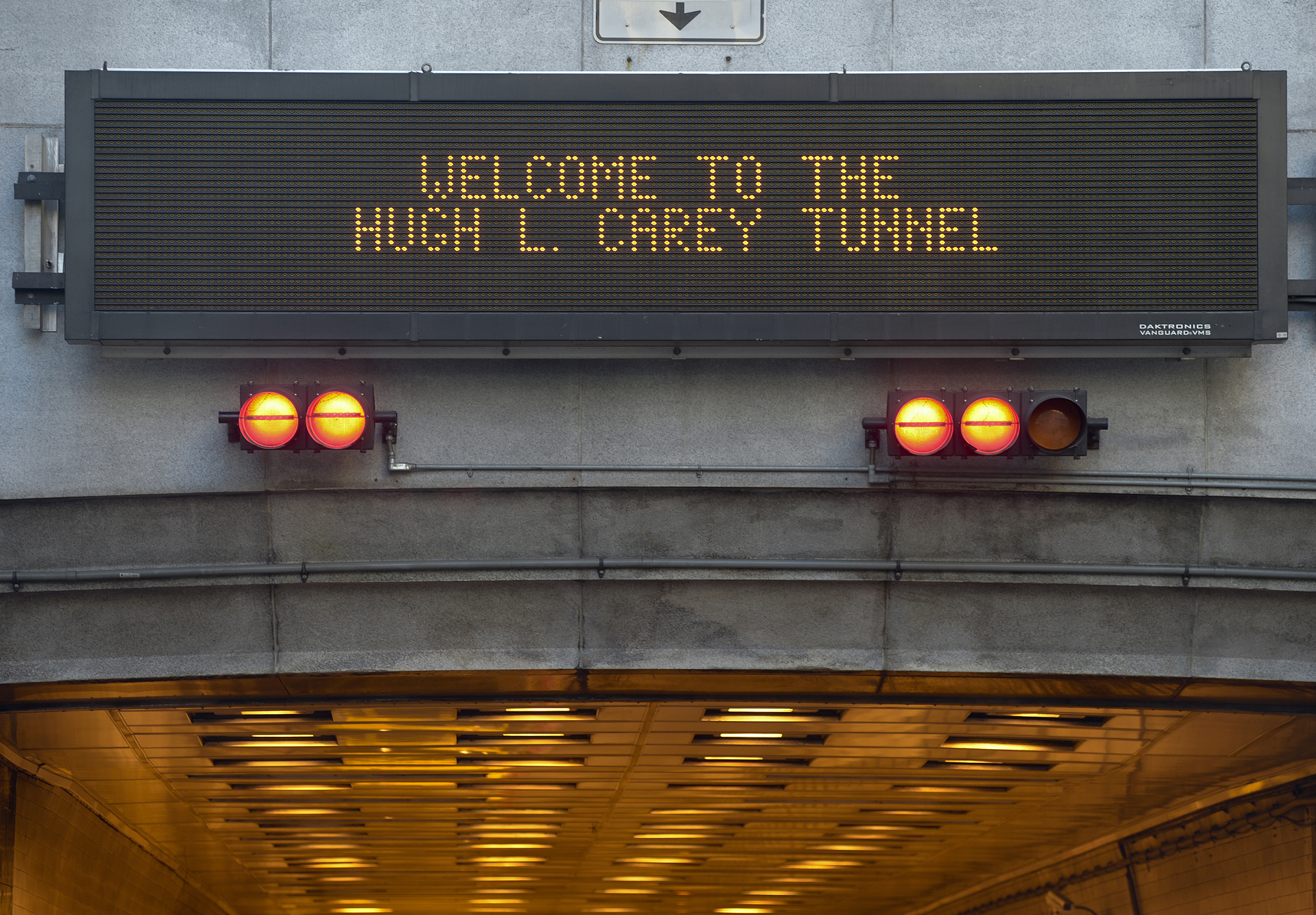
Panel de mensajes variables en la entrada del túnel

En julio de 1939, después de que el plan del puente fuera cancelado, la apuesta por el túnel Brooklyn–Battery fue retomada. Por esos días, la administración de Roosevelt estaba considerando flexibilizar los requerimientos del PWA y bajar las tasas de interés de tal manera que el proyecto del túnel pudiera acceder al crédito. Para noviembre, La Guardia estaba gestionando obtener financiación para el túnel aunque tuviera que proceder de fuentes privadas. Tras una entrevista con La Guardia, el presidente de la RFC, Jones, anunció que no había obstáculos para otorgar un préstamo de 70 millones para el proyecto del túnel. La ciudad estaba esperando iniciar la construcción una vez que recibiera el préstamo. Los planos del túnel fueron terminados y enviados a las agencias federales para su aprobación ese mismo mes.
La Autoridad de Túneles de la Ciudad de Nueva York anunció en marzo de 1940 que iniciaría la construcción en cuarenta días. Construcciones preliminares y la adquisición de terrenos para la salida de Brooklyn ya se estaban realizando. El Ejército, que ya había aprobado los planos, convocó una nueva audiencia que se esperaba que no detuviera el permiso. En mayo, La Guardia firmó un contrato preliminar para comenzar la construcción. Moses declaró que quería completar el túnel, un enlace crucial en el sistema de parques, tan pronto como fuera posible. La RFC entregó a la ciudad 57 millones para el túnel más adelante ese mismo mes. Ole Singstad, el ingeniero en jefe de la Autoridad de Túneles de la Ciudad de Nueva York fue encargado para diseñar el túnel. Como una medida ahorrativa, la Autoridad de Túneles consideró brevemente construir el túnel mediante la excavación de una trinchera bajo el río Este y luego cubrirla.
En el verano de 1940, cuatrocientos residentes de Brooklyn que vivían en la zona por donde iba a pasar el túnel fueron desalojados. En lado de Manhattan, una gran parte de Little Syria, un barrio con mayoría de sirios/libaneses cristianos centrado alrededor de Washington Street, fue demolida para crear las rampas de entrada al túnel. Varias de las tiendas y residentes de Little Syria se mudaron a la Avenida Atlantic en Brooklyn. La ciudad gastó, al final, 4 millones de dólares en la adquisición de los terrenos.

### Empieza la construcción

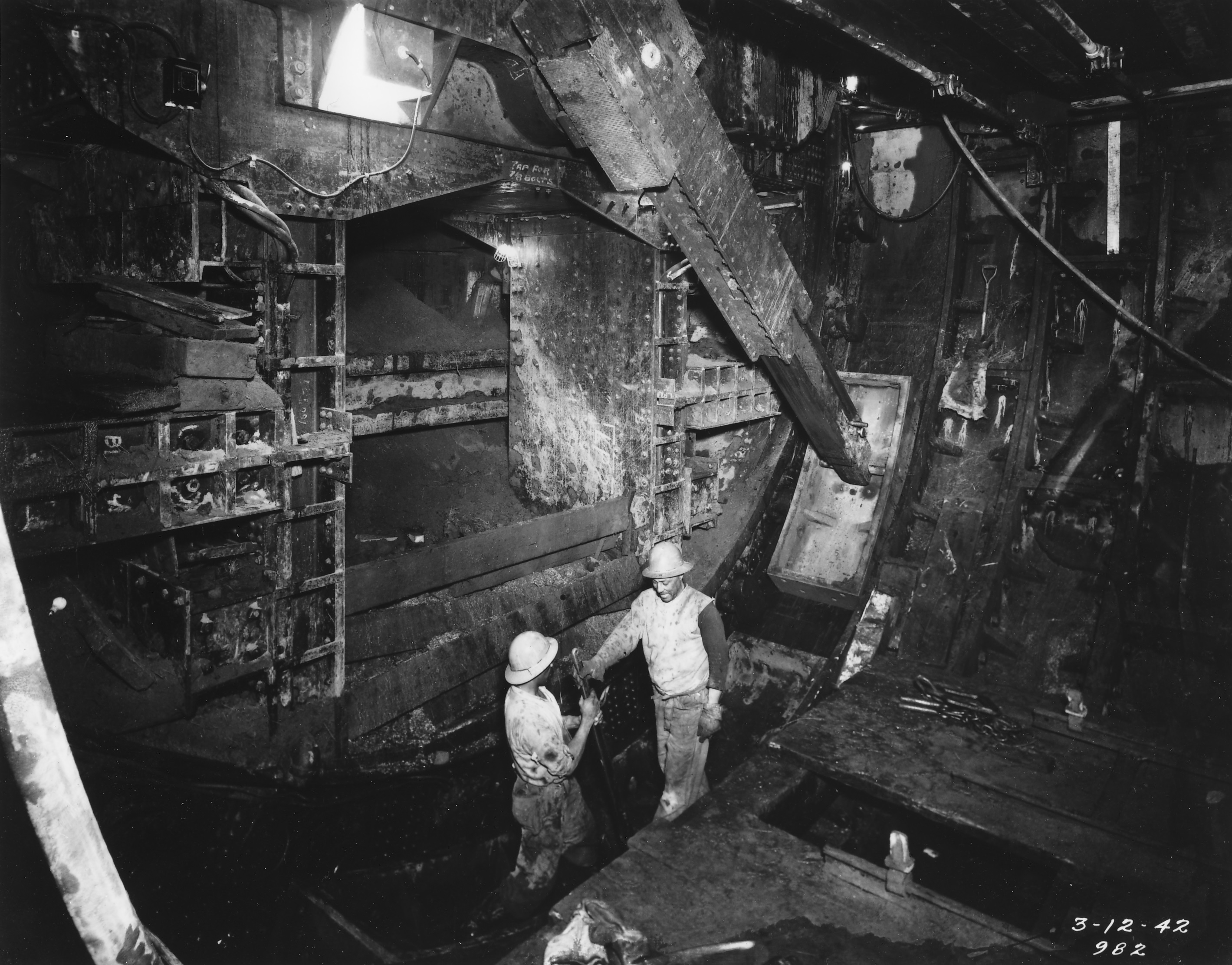
Escudo utilizado para perforar uno de los tubos (1942)

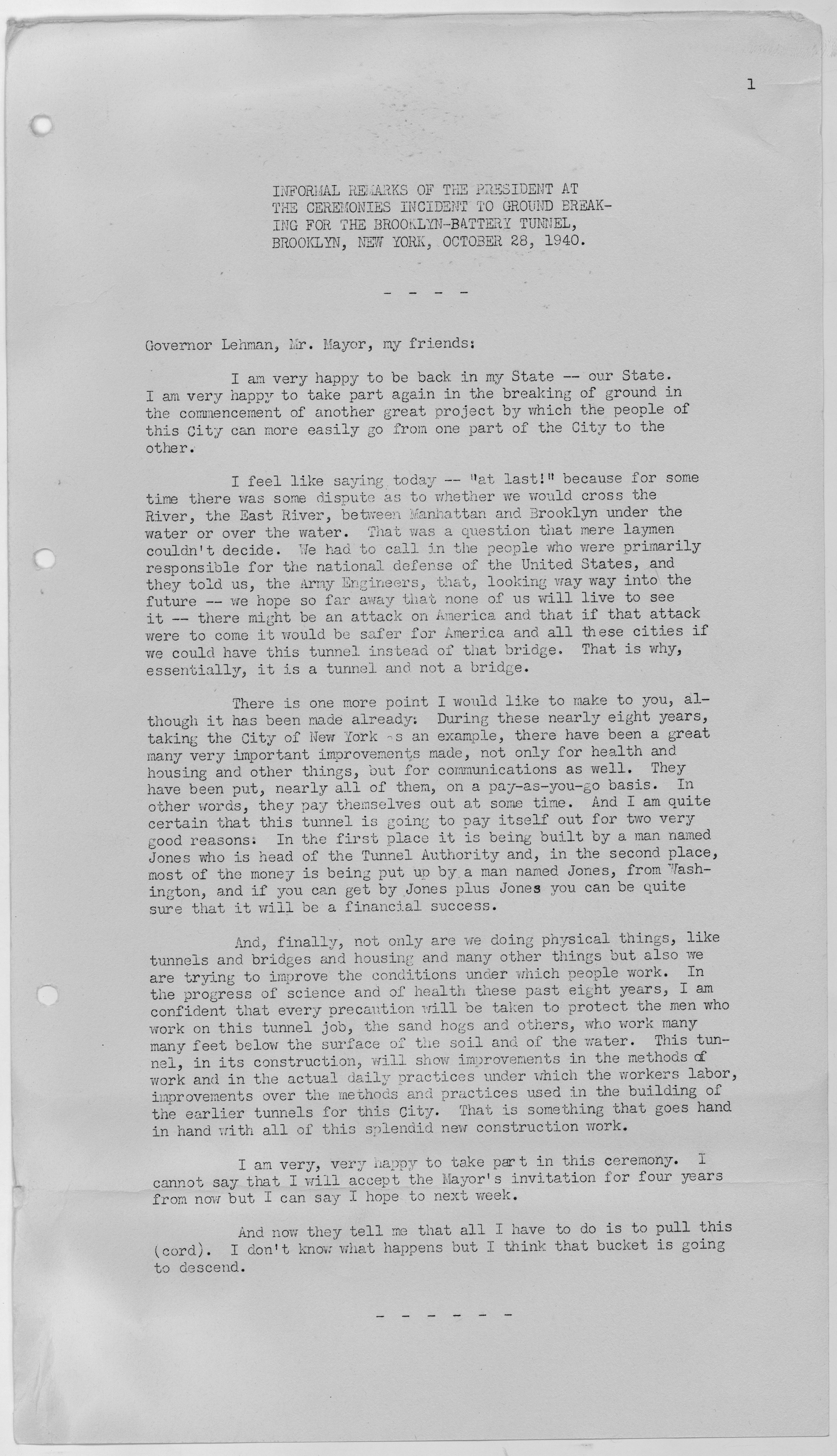
Vista del informe "Informal Remarks At The Ceremonies Incident To Ground Breaking For The Brooklyn–Battery Tunnel", que fue leído en la ceremonia de inicio de la construcción del túnel Brooklyn-Battery

La ceremonia de inicio de la construcción del túnel de Brooklyn–Battery se planeó para el 8 de octubre de 1940, con la presencia del presidente Roosevelt. En ese momento, el presidente estaba en las últimas semanas de su campaña de reelección para las elecciones presidenciales de 1940 y se esperaba que hiciera campaña en varios lugares alrededor de la ciudad de Nueva York. La ceremonia se aplazó para el 28 de octubre. En ella, Roosevelt resaltó los beneficios del túnel sobre un puente, mientras el Alcalde La Guardia invitó al presidente a regresar para la ceremonia de inauguración en cuatro años. Tres días después, la ciudad aprobó una moción para ensanchar Hamilton Avenue de 24 a 91 metros con el fin de disponer de espacio para la entrada del túnel, y también suscribió un contrato para los revestimientos del túnel con Bethlehem Steel.
El inicio de la construcción del túnel mismo fue pospuesta debido a disputas entre el sindicato de estibadores que estaba encargado para cavar el túnel y un sindicato de trabajadores de la construcción civil que reclamó que sus miembros eran los que debían trabajar en el proyecto debido a su especialización en construir túneles. Este desacuerdo se convirtió en una protesta violenta y por una huelga de varios días en febrero de 1941. El año siguiente, algunos trabajadores del sindicato de construcción civil recibieron la prohibición de trabajar en el proyecto debido a un desacuerdo con su sindicato principal.
Otro asunto a resolver se presentó cuando se reveló que el Acuario de Nueva York situado en Castle Clinton, en Battery Park en el lado de Manhattan, tendría que ser demolido con el objeto de habilitar espacio para el paso del túnel. Se consideró trasladar el acuario a Coney Island en la orilla sur de Brooklyn. Para acelerar la construcción del túnel, la ciudad cerró el Acuario y mudó sus peces a otros acuarios en septiembre de 1941. Moses defendió la demolición de Castle Clinton, pero los preservacionistas que se oponían a esa acción pidieron a un juez federal que se otorgase una garantía para prevenir la demolición. Aunque Moses inicialmente logró que se desestimase la petición, el gobierno federal luego designó el castillo como un monumento histórico de los Estados Unidos, lo que prohibió su demolición. El proyecto del túnel también requería la demolición de 8000 metros cuadrados de Battery Park para construir un rompeolas, y como resultado de la disminuación del área de Battery Park, un arquitecto fue contratado para estudiar el rediseño del parque. Esto llevó a organizar un concurso pública de potenciales rediseños del parque.
En agosto de 1940, la ciudad hizo los planos para dos puentes levadizos sobre el Gowanus Canal como parte del proyecto del túnel Brooklyn–Battery. El ejército estadounidense aprobó oficialmente los planos del puente sobre el Gowanus Canal en octubre, justo antes de que se iniciara la construcción del túnel. El contrato para el puente Gowanus fue firmado en diciembre de 1940. Un contrato para el parque Gowanus y su acercamiento al túnel y puente fue suscrito al mes siguiente. A mediados de 1941, los planificadores se dieron cuenta de que Hicks Street, en el lado de Brooklyn, también debería ser ensanchada para que el tráfico proveniente del norte pudiera acceder al túnel, ya que la entrada en Brooklyn daba hacia el sureste. Para mayo de 1942, el parque Gowanus fue terminado entre Hicks Street y Belt Parkway. El parque también incluía un puente sobre el Gowanus Canal, que se elevaba 27 metros sobre la vía acuática y luego descendía hacia Hicks Street. La construcción de la extensión de la autopista a lo largo de Hicks Street no empezó hasta 1946.
Se realizó un nuevo diseño para la entrada en Manhattan a mediados de 1941. Este plan, que reduciría la congestión del tráfico, consistía en extender la West Side Elevated Highway hacia el sur hasta Battery Park con una rampa de la autopista rumbo al sur llevando directamente hacia el túnel. El Battery Park Underpass sería construido entre la West Side Highway y la East River Drive. Como resultado, los accesos al túnel sólo necesitarían conectar el lado oeste de Battery Park y el tráfico que llegaba de los embarcaderos del río Hudson en el lado oeste no sería interrumpido por el tráfico del túnel. Sin embargo, ello no fue así para el tráfico que provenía desde Brooklyn, que tendría que pasar un semáforo antes de acceder a la rampa para la autopista elevada.
El proyecto del propio túnel consistió en excavar dos peforaciones de cada lado. Las propuestas para cavar el eje de los túneles desde el lado de Brooklyen fueron convocadas y recibidas ese mismo mes. Los contratos para excavar los túneles desde el lado de Manhattan fueron abiertos en mayo de 1941. El contrato de Manhattan fue suscrito con la compañía Mason Hangar en octubre de ese mismo año. Se licitó un concurso para diseñar el edificio de ventilación de Governors Island y el contrato fue suscrito con la firma arquitectónica McKim, Mead & White. El último proyecto de la construcción del túnel, un contrato para cavar en ambas direcciones desde Governors Island hasta conectar los tubos situados a cada lado fue convocado en diciembre de 1941.

### La construcción se detiene y se reanuda
Originalmente, se esperaba que el túnel fuera completado en 1944. La Guardia había prometido que durante la Segunda Guerra Mundial, el túnel Brooklyn–Battery sería prioridad sobre otros proyectos debido a su importancia para la economía de Brooklyn. Sin embargo, el proyecto no fue considerado como un destino importante para la distribución de acero, así que su estatus para la recepción de ese material fue revocado en febrero de 1942. Aunque el trabajo de excavación continuó, el túnel no podría terminarse hasta después de la guerra. En octubre de 1942, Moses recomendó que los trabajos del túnel se detuvieran completamente para conservar el acero y otros metales que eran necesarios para la guerra. En ese tiempo, la Junta de Producción de Guerra (WPB por sus siglas en inglés) emitió una orden para detener los trabajos en el extremo de Brooklyn, aunque se permitió la continuación de la excavación del lado de Manhattan debido a que ese trabajo consistía sólo en cavar a través de roca sólida. Para finales del mes, el WPB ordenó detener todos los trabajos de construcción en el túnel incluyendo los de Manhattan también. Debido a la oposición por el potencial despido de los excavadores, se les permitió seguir trabajando hasta que se llevase a cabo una revisión final de la acción de la WPB. En esos momentos, las perforaciones desde Manhattan y Brooklyn estaban en varias fases de terminación.
Para septiembre de 1944, las restricciones de guerra se estaban reduciendo y el alcalde La Guardia solicitó al gobierno estadounidense que permitiera la manufactura de las arandelas, tuercas, y tornillos necesarios para la construcción del túnel Brooklyn–Battery. El gobierno federal dio su autorización en el mes siguiente. Durante la guerra, las galerías del túnel se habían inundado, así que había de drenarlas antes de continuar con la construcción. A mediados de 1945, poco antes de que la guerra finalizara, la Triborough Bridge Authority se fusionó con la Autoridad de Túneles, dando lugar a que la nueva Triborough Bridge and Tunnel Authority (TBTA) tomara control del proyecto. Moses, la cabeza de la TBTA, despidió de inmediato a Singstad y lo reemplazó con el ingeniero en jefe de la TBTA Ralph Smillie, quien diseñó lo que quedaba del túnel. La WPB aprobó la reanudación de los trabajos en el túnel en septiembre de ese mismo año. The TBTA advertised for bids to construct the Brooklyn toll plaza in May 1946. Debido a objeciones al diseño propuesto del edificio de ventilación de Manhattan, la TBTA cambió los planos para que la torre tuviera el aspecto de un monumento de granito en vez de una simple torre de ventilación.
Moses autorizó que el túnel fuera terminado con un método diferente para culminar sus paredes de sostenimiento. Esto se tradujo en la aparición de filtraciones de agua y, de acuerdo con el biógrafo de Moses Robert Caro, la TBTA solucionó el problema usando un diseño casi idéntico al original de Singstad. Singstad luego señaló que Smillie había causado filtraciones excesivas al no usar su diseño experimental de impermeabilización para prevenirlas. Smillie negó que las filtraciones fueran excesivas y dijo que el método de Singstad había sido reemplazado porque en realidad era la causa de las filtraciones.
Los operarios de ambos lados continuaron trabajando en el túnel, excavando cavernas hasta que las galerías de cada lado se conectasen. En julio de 1947, el tubo oriental para el tráfico rumbo al norte fue el primero en ser unido. Los trabajadores de cada lado se dieron las manos una vez que se hizo una pequeña perforación con un tubo de un lado a otro. El tubo sería eliminado y sus aberturas cubiertas para prevenir cambios drásticos en la presión a ambos lados. Los túneles desde Manhattan y Brooklyn se conectaron en un punto debajo de Governors Island, con un error de alineación de tan solo 9,25 milímetros, y los trabajos continuaron hasta que hubo suficiente seguridad de que los túneles tenían las mismas lecturas de presión.
Una vez que se excavó el túnel, el TBTA suscribió contratos para la construcción del edificio de ventilación de Governors Island. La construcción en este edificio empezó en enero de 1949. Los planos para el Brooklyn–Battery Tunnel también incluían una zona de estacionamiento de siete pisos a lo largo del acceso de Manhattan, el que empezó a construirse en agosto de 1948. La zona de estacionamiento fue programada para ser el primer complejo de estacionamientos de propiedad pública en la ciudad, y así el gobierno de la ciudad ofreció precios más bajos en comparación con otros aparcamientos privados.
El túnel Brooklyn–Battery fue programado para conectarse con varios parques y autopistas a cada lado, que serían construidas junto con el túnel. En el lado de Brooklyn, la autopista Brooklyn-Queens estaba bajo construcción, proveyendo una conexión al túnel desde el norte. Aunque estaba substancialmente terminada para diciembre de 1948, la vía expresa no podía abrir antes de que el túnel estuviera terminado. Del lado de Manhattan, la sección más al sur de la West Side Elevated Highway, que la conectaba con Battery Park y el futuro túnel, abrió en noviembre de 1948. Una extensión de la East River Drive (hoy rebautizada como FDR Drive) hacia el futuro Battery Park Underpass y el túnel Brooklyn–Battery fue aprobado en 1949. Finalmente, el túnel Brooklyn–Battery también fue programado para conectar con el puente de Verrazano-Narrows hacia Staten Island. Sin embargo, no se esperaba que el Battery Park Underpass se terminase hasta 1952, y la extensión del FDR Drive tomaría más tiempo del pensado. Adicionalmente, aunque se había planeado una rampa directa desde la salida a Brooklyn del túnel para la vía rumbo norte de la autopista Brooklyn-Queens, la construcción fue retrasada debido a la dificultad de desalojar a los inquilinos que vivían en lo que iba a ser el camino de la rampa. Más aún, el puente Narrows no obtendría financiación, y menos aún sería iniciado, hasta que el túnel se terminase.
Debido a los costos extras causados por las demoras y las huelgas, la autoridad pidió a la RFC 14 millones de crédito en agosto de 1947, y en diciembre del mismo año, pidió otros $2 millones. En febrero de 1948, la RFC aceptó extender otros 28 millones para la finalización del túnel. Para mediados de 1948, el túnel estaba terminado en un 70%, a pesar de la escasez de materiales y los sobrecostos, y se calculaba su apertura al tráfico a inicios de 1950. Los trabajos en el túnel progresaban y tenía un avance del 94% para finales de 1949. Un reportero del Brooklyn Daily Eagle hizo un recorrido no autorizado entre los dos extremos del túnel, señalando que faltaban añadirse losas, luces y pavimento y que las perforaciones en sí mismas estaban completadas. Los tubos incluían cuatro instalaciones de luces fluorescentes con un total de 5776 lámparas. En ese tiempo, se convirtió en la mayor instalación continua de luces fluorescentes en el mundo y fue el primer cruce en la ciudad en tener esas luces. Las tiras de losas cerámicas en los techos de las galerías fueron anunciados como el uso continuo de mayor longitud de este material en los Estados Unidos.

### Inauguración

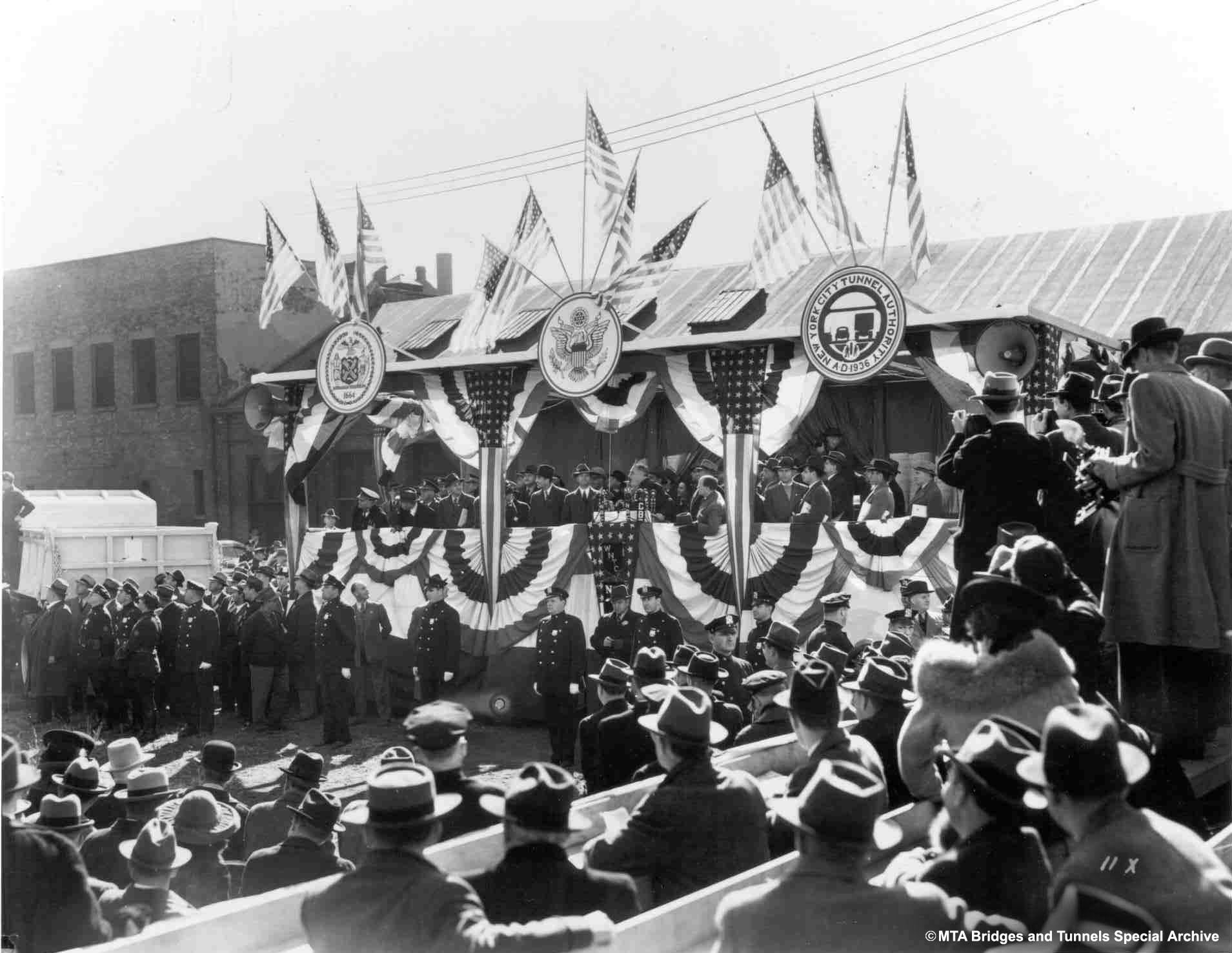
Ceremonia inaugural (25 de mayo de 1950)

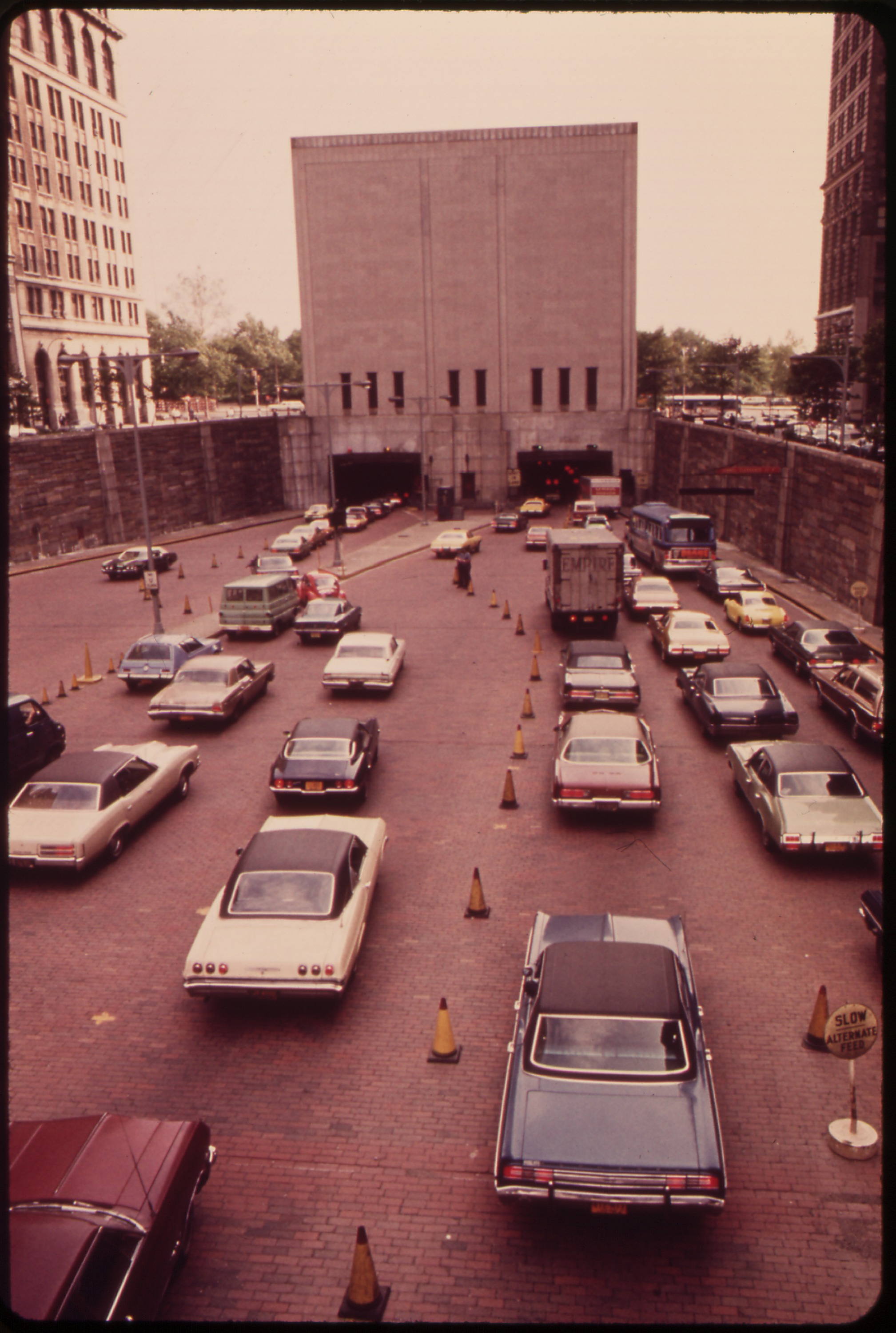
El túnel, visto en 1973

El túnel Brooklyn–Battery fue abierto al tráfico el 25 de mayo de 1950 con una ceremonia oficiada por el alcalde William O'Dwyer. Parte de la autopista Brooklyn-Queens, a lo largo de Hicks Street desde el túnel Battery hacia el norte hasta Atlantic Avenue, abrió ese mismo día. En ese momento, el Brooklyn Daily Eagle describió el túnel Battery como "el túnel bajo agua más moderno y más grande de la nación", que requería tres minutos para viajar de un extremo a otro. El Eagle también estimó que el túnel costó 736 dólares por cada pulgada de longitud construida. Con un costo de 80 millones, el túnel Brooklyn–Battery fue también el más caro en los Estados Unidos. Fue tan costoso que la TBTA fue forzada a buscar alrededor del mundo una compañía que pudiera cubrir la póliza de seguro del túnel, que ascendía a 33,5 millones. Sin embargo, se esperaba que el costo se equilibrase, en parte, con los peajes de 35 centavos y los ahorros en tiempo que permitía. Los camioneros de la Bush Terminal, ubicada al sur de la entrada del túnel, predijeron que ahorrarían 35 minutos al día y un millón de dólares al año conduciendo a través del túnel.
En las primeras cinco horas y media desde su apertura, 10 563 automóviles pagaron peaje para usar el túnel. Cuarenta mil conductores utilizaron el túnel el primer día y, con ese ritmo, se estimó que el túnel habría recibido 14 millones de vehículos por año, un 40% más de lo originalmente estimado. Y esto a pesar del hecho de que las velocidades del tráfico fueron limitadas a 64 km/h, lo que redujo la capacidad. Las 1050 plazas de estacionamiento en el terminal norte del túnel se abrieron al público un poco más de un mes después que el túnel. Durante el primer año de operación, el túnel facturó cerca de 5,5 millones de dólares en peaje y de acuerdo con Caro, excedió su capacidad anual de 15 millones de vehículos.: 698  Otro análisis del Brooklyn Daily Eagle encontró que 13,86 millones de vehículos habían utilizado el túnel en su primer año; esto era menos que la estimación de Caro pero mayor que la estimación inicial de la TBTA de 10 millones y de algunos expertos que señalaron 8 millones.
Algunos proyectos de infraestructura vial en ambos lados del túnel fueron terminados poco después de su inauguración. El primer proyecto asociado en ser terminado fue el Battery Park Underpass en el lado de Manhattan, que abrió en abril de 1950. Dos meses después, los oficiales abrieron una rampa en el lado de Brooklyn que llevaba desde la vía rumbo al sur del túnel hacia la vía rumbo al norte de la autopista Brooklyn-Queens. EL Battery Park Underpass fue conectado al viaducto elevado de la East River Drive y así a la FDR Drive, en mayo de 1954. El proyecto del túnel Brooklyn–Battery también implicó la renovación de Battery Park, que reabrió en 1952 tras estar cerrado durante 12 años.

### Años posteriores
Las galerías fueron diseñadas para tener dos carriles en cada sentido. Esto se cambió en 1956, cuando el tubo occidental con rumbo a Brooklyn se cambiaba  para soportar tráfico en ambos sentidos durante las horas punta de la mañana debido a la gran congestión matutina. Un carril de gran capacidad con rumbo norte fue luego añadido durante las horas punta de la mañana. Iba desde Staten Island hacia Manhattan a través del puente Verrazano-Narrows, la vía expresa Gowanus y el túnel Battery. Un gran volumen de conductores también usaban el garaje en el lado de Manhattan. En consecuencia, en 1965 se hicieron planes para expandir la zona de estacionamiento. La playa expandida, que se terminó en 1968, tenía 2126 plazas de aparcamiento. La ciudad también construyó un nuevo garaje de 278 plazas en las cercanías para estacionamientos a corto plazo.
En 1957, los trabajadores que realizaban mantenimiento del túnel observaron que el techo enlosado del túnel tenía filtraciones. Alrededor de 930 metros cuadrados de los 33.000 m² del techo presentaban problemas de corrosión. EL TBTA reparó los techos en 1959 con un costo de 250.000 dólares.
En 1971, el túnel Brooklyn–Battery Tunnel fue declarado como la Interestatal 478 en preparación para el proyecto "Westway" que reconstruiría la West Side Highway para incorporarla al Sistema Interestatal de Autopistas. A pesar de que el proyecto fue cancelado en 1985, la designación como I-478 todavía existe y es contigua a la totalidad del túnel. Sin embargo, no existe ninguna señal que muestre su denominación como I-478.
El túnel fue cerrado totalmente después de los ataques del 11 de septiembre, debido a la proximidad del acceso de Manhattan con el sitio del World Trade Center. Aunque muchos cruces en la ciudad fueron cerrados tras los ataques, se reabrieron relativamente rápido aunque con restricciones a favor de automóviles con gran ocupación durante las horas punta. El tubo occidental fue la primera parte del túnel en abrirse, en octubre del 2001, y llevó solo tráfico con rumbo sur. Sin embargo, la West Side Highway fue cerrada al tráfico al sur de Canal Street, unas 30 cuadras al norte de la entrada del túnel, y parte de la autopista quedó destruida durante los ataques. En consecuencia, las autoridades temían que el tráfico en el túnel podría acumularse a lo largo de unas 40 manzanas si la autopista se reabría. Como resultado, se comenzaron los trabajos para habilitar una vía temporal que llevaba desde la autopista hacia el túnel. El tubo que se dirige al norte, reabierto en marzo del 2002, fue el último cruce hacia Manhattan en volver a ponerse en servicio.

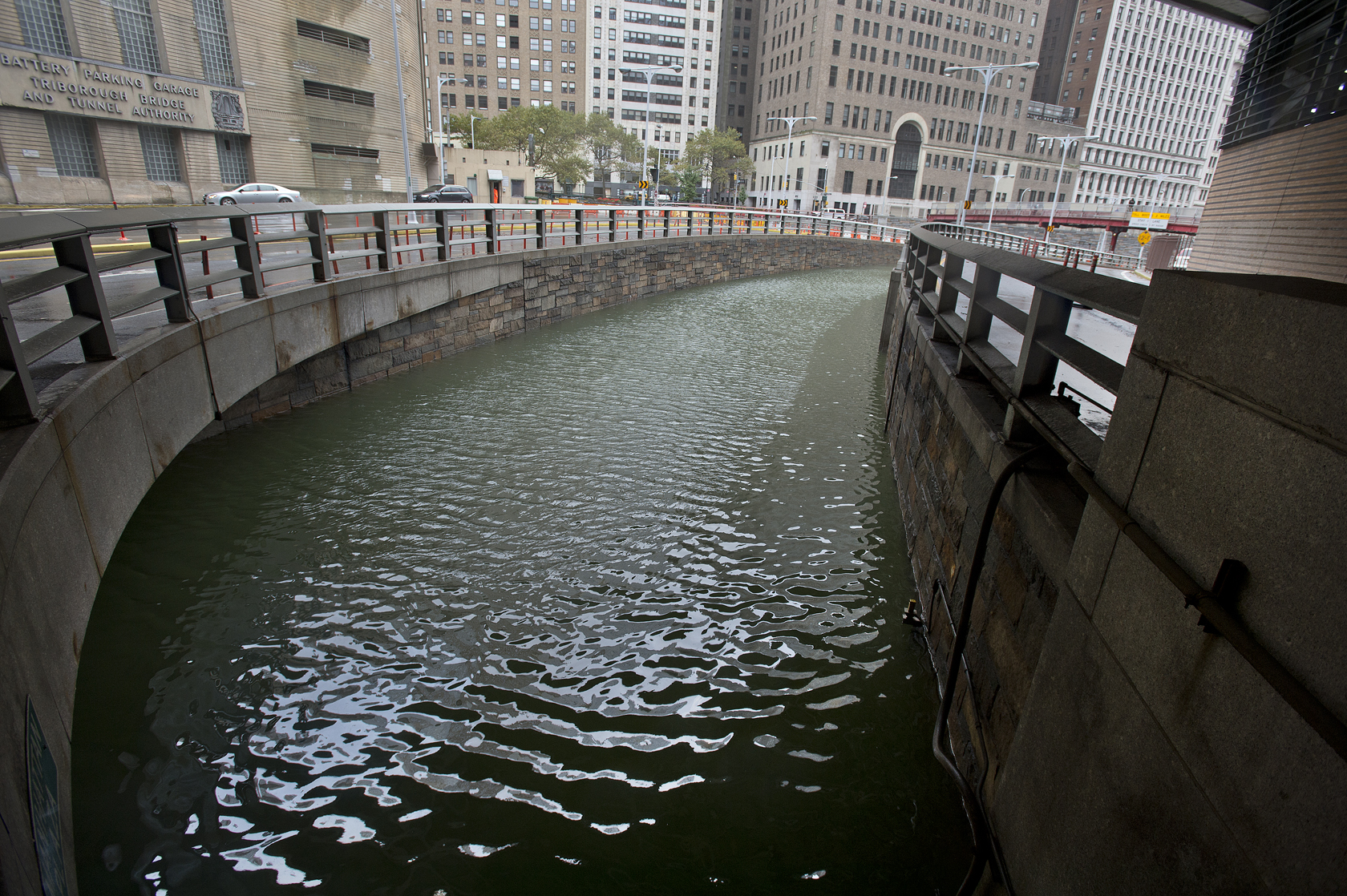
Durante el huracán Sandy

En el 2010, los legisladores del estado de Nueva York votaron para renombrar el túnel Brooklyn–Battery en honor del gobernador Hugh Carey. El túnel fue oficialmente renombrado como el túnel Hugh L. Carey el 22 de octubre del 2012. Menos de una semana después de ser renombrado, el túnel fue cerrado en preparación a la llegada del huracán Sandy, marcando la primera vez que el túnel cerraba debido a fenómenos climáticos. Se inundó debido a severa marejada ciclónica, pero se reabrió al tráfico el 13 de noviembre tras un proceso de limpieza que incluyó el drenaje de un volumen estimado de 330 millones de litros de agua. Fue el último cruce fluvial en reabrir.
El huracán Sandy demostró la vulnerabilidad del túnel frente a las inundaciones, dado que el nivel del mar ha aumentado unos 23 centímetros desde su inauguración en 1950, y las bocas de entrada se ubicaron en terrenos bajos. Posteriormente, la MTA inició las pruebas de presas inflables en las bocas del túnel. En octubre del 2017, un par de compuertas de 25 toneladas fueron instaladas en las entradas del lado de Manhattan, que debían ser acompañadas por otro par de compuertas en Brooklyn, así como un rompeolas. Este proyecto combinado tenía un avance del 63% según un informe de la MTA fechado en marzo del 2018. Entre 2017 y 2018, las paredes enlosadas en los túneles Queens–Midtown y Brooklyn–Battery fueron reemplazadas debido a daños sufridos durante el huracán Sandy. Las paredes nuevamente enlosadas de rayas blancas representan los colores oficiales del estado de Nueva York. Hubo controversia respecto al costo de arreglar estas paredes (que fue de 30 millones de dólares) debido a la crisis en que se encontraba el sistema de tránsito de la ciudad.

## Peajes
Al 11 de abril del 2021, los conductores pagan 10,17 dólares por automóvil o 4,28 por motocicleta para usuarios del sistema tolls by mail/o del E-Z Pass no expedido en Nueva York. Los usuarios E-ZPass con transpondedores expedidos en Nueva York pagan 6,55 o 2,85 respectivamente. Los usuarios de nivel medio E-Z Pass pagan 8,36 o 3,57 respectivamente. Todos los usuarios de E-ZPass con transpondedores no expedidos en Nueva York deben pagar tarifas del sistema Toll-by-mail.
El cobro electrónico de peajes se inició el 4 de enero del 2017. Las casetas de peaje fueron desmantelados y no se permitió que los conductores pagaran en efectivo en el túnel. A cambio de ello, se instalaron cámaras y lectores E-ZPass en las entradas y salidas del lado de Manhattan. Un vehículo sin E-ZPass es fotografiado en su placa de circulación y la factura por el peaje es enviada al domicilio de su propietario. Para los usuarios de E-ZPass, los sensores detectan inalambricamente sus transpondedores.

### Peajes históricos
| Años                | Peaje  | Equivalente en 2023 | Ref.            |
| ------------------- | ------ | ------------------- | --------------- |
| 1950–1972           | $0.35  | $2.17-3.76          | [ 190 ] [ 224 ] |
| 1972–1975           | $0.70  | $3.37-4.33          | [ 224 ] [ 225 ] |
| 1975–1980           | $0.75  | $2.36-3.61          | [ 225 ] [ 226 ] |
| 1980–1982           | $1.00  | $2.68-3.14          | [ 226 ] [ 227 ] |
| 1982–1984           | $1.25  | $3.11-3.35          | [ 227 ] [ 228 ] |
| 1984–1986           | $1.50  | $3.61-3.54          | [ 228 ] [ 229 ] |
| 1986–1987           | $1.75  | $3.99-4.13          | [ 229 ] [ 230 ] |
| 1987–1989           | $2.00  | $4.18-4.56          | [ 230 ] [ 231 ] |
| 1989–1993           | $2.50  | $4.48-5.22          | [ 231 ] [ 232 ] |
| 1993–1996           | $3.00  | $4.95-5.37          | [ 232 ] [ 233 ] |
| 1996–2003           | $3.50  | $5.78-5.78          | [ 233 ] [ 234 ] |
| 2003–2005           | $4.00  | $5.30-6.60          | [ 234 ] [ 235 ] |
| 2005–2008           | $4.50  | $5.41-5.96          | [ 235 ] [ 236 ] |
| 2008–2010           | $5.00  | $5.96-6.01          | [ 236 ] [ 237 ] |
| 2010–2015           | $6.50  | $7.10-7.71          | [ 237 ] [ 238 ] |
| 2015–2017           | $8.00  | $8.45-8.73          | [ 239 ] [ 240 ] |
| 2017–2019           | $8.50  | $8.60-8.97          | [ 241 ] [ 242 ] |
| 2019–2021           | $9.50  | $9.62               | [ 243 ] [ 244 ] |
| Desde abril de 2021 | $10.17 | $10.17              | [ 245 ]         |

## Interestatal 478
I-478 es la designación oficial de ruta para el túnel Brooklyn–Battery y sus tramos de acceso, a pesar de que no esta señalizada como tal. El extremo sur de la I-478 es el extremo sur del túnel. La I-278 en Brooklyn y la autopista se extienden 3,44 kilómetros hacia el extremo norte del túnel en la ruta estatal NY 9A (West Street) en el bajo Manhattan. La totalidad de la I-478 es concurrente con el túnel. Antes de recibir la designación, el túnel había sido parte de la ruta estatal 27A desde los años 1950 hasta los años 1970. La NY 27A aún existe, pero desde 1970, solo recorre en la parte oriental de Long Island.
El número I-478 fue originalmente considerado para otras rutas, y en 1958 se propuso para la Lower Manhattan Expressway que partiría del Puente de Manhattan. Esta autopista habría cubierto el recorrido entre la I-78 (que se habría dividido en otra rama que utilizaba el Puente de Williamsburg) y la I-278. Después de que el proyecto de la Lower Manhattan Expressway fuera cancelado en marzo de 1971, la designación I-478 fue brevemente propuesta para una mejora del Grand Central Parkway entre la I-278 y la I-678, como parte de un esfuerzo para mejorar el Belt Parkway con carriles para camiones. Esta propuesta también fue cancelada en mayo de 1971.
El proyecto Westway se propuso a inicios de 1971 como parte de un esfuerzo para reemplazar la West Side Elevated Highway, una estructura angosta y obsoleta situada en el lado oeste de Manhattan.: 10  Para mediados de 1971, la designación I-478 había sido trasladada al proyecto Westway. Como fue originalmente planeado, la I-478 habría continuado hacia el norte hasta la I-78 en el túnel Holland y la I-495 en el túnel Lincoln vía el proyecto Westway.: 10  Una extensión a la I-95 en el Puente George Washington vía la Henry Hudson Parkway fue inicialmente considerada. Esta idea fue finalmente dejada de lado debido a una ley estatal que prohibía la conversión de la Henry Hudson Parkway en una carretera interestatal.: 10  El proyecto había sido aprobado por el gobierno estadounidense en 1977.
Si estuviera totalmente completada, la I-478 habría cruzado todo el túnel y la West Side Highway, completando la porción del Sistema Interestatal de Autopistas dentro de la ciudad de Nueva York. Sin embargo, el proyecto Westway fue oficialmente abandonado en 1985 tras una serie de demandas de defensores ambientales. Aunque la designación como I-478 fue formalmente eliminada de todas las señales públicas, el número de la ruta aún se aplica al túnel Brooklyn–Battery a pesar de que es una vía sin señalizar y no dispone de ningún cartel en ese sentido.